# سوبرمان: دوومسدي
سوبرمان: دوومسدي (بالإنجليزية: Superman: Doomsday) هو فيلم رسوم متحركة أمريكي يستند على شخصيات قصص سوبرمان المصورة، التي تنشرها دي سي كومكس. الفيلم من إنتاج وارنر براذرز أنيميشن عام 2007، وقام بإخراجه وتأليفه بروس تيم.

## وصلات خارجية
- سوبرمان: دوومسدي على موقع IMDb (الإنجليزية)
- سوبرمان: دوومسدي على موقع روتن توميتوز (الإنجليزية)
- سوبرمان: دوومسدي على موقع نتفليكس (الإنجليزية)
- سوبرمان: دوومسدي على موقع ألو سيني (الفرنسية)
- سوبرمان: دوومسدي على موقع أول موفي (الإنجليزية)
- سوبرمان: دوومسدي على موقع قاعدة بيانات الفيلم (الإنجليزية)
- سوبرمان: دوومسدي على موقع ليتربوكسد (الإنجليزية)
- سوبرمان: دوومسدي على موقع كينوبويسك (الروسية)